# Крепость Зиндан
Крепость Зиндан (тал. Zindonə ǧələ, азерб. Zindan qalası), или Круглая крепость (Dairəvi qala), — часть Ленкоранской крепости, построенной в XVIII веке. Она, а также похожая на неё вторая крепость, используемая в настоящее время как маяк, были южным и северным опорными пунктами системы Ленкоранских крепостей. После взятия русскими войсками Ленкоранская крепость была разрушена, вследствие чего опорные пункты оказались разобщены. В 1869 году на крыше крепости, являвшейся северным опорным пунктом, был установлен фонарь, и здание стали использовать в качестве маяка. В настоящее время маяк находится в ведении Каспийского морского пароходства. Крепость Зиндан, являвшаяся северным опорным пунктом, с 1869 года по 1959 год использовалась как тюрьма. По некоторым данным, в начале XX века здесь отбывал наказание Иосиф Сталин. Постановлением Кабинета министров Азербайджанской Республики № 132 от 2 августа 2001 года крепость охраняется государством и внесена в список памятников архитектуры.

## Общая информация
Круглая крепость построена одновременно с Ленкоранской крепостью в XVIII веке. Вторая постройка, похожая на эту крепость, в настоящее время функционирует как маяк. Две эти крепости играли роль опорных пунктов по обе стороны общей системы Ленкоранских крепостей. По некоторым сведениям, они были построены в качестве опорных пунктов Ленкоранской крепости по приказу Надир-шаха. Эта крепость играла роль важного оборонительного и опорного пункта в войнах, происходивших здесь до 1869 года. После оккупации Ленкорани русскими войсками стены общей крепости были разрушены, и военная крепость была ликвидирована. С 1869 года Круглую крепость (башню) начали использовать как тюрьму. На верхушке другой крепости был установлен фонарь, и она стала выполнять функции маяка.
Заключённых доставляли в Круглую башню тайным подземным тоннелем, связывающим её с маяком. В этом тоннеле два человека могли свободно передвигаться в полный рост. Впоследствии
из-за стока подземных вод тоннелем стало невозможно пользоваться. Высота Круглой крепости составляет 20 метров, диаметр — 72 метра, толщина несущих стен в нижней части — 2,8 метра, в верхней — 1,5 метра. Заборы вокруг Круглой крепости и Ленкоранского маяка составляли переднюю часть Ленкоранской крепости. Хотя тюрьма была рассчитана на 140 заключённых, здесь иногда содержалось до 310 человек. По некоторым сведениям, в 1903—1904 годах здесь отбывал наказание Иосиф Сталин, осуждённый за ограбление почтового поезда. Позже ему при помощи товарищей удалось совершить побег. Крепость использовалась в качестве тюрьмы и в советский период Азербайджана. Крепость получила название «Зиндан» (темница, тюрьма) именно из-за того, что в ней содержались заключённые. В 1970—1990 годах в крепости располагался швейный цех.
Постановлением Кабинета министров Азербайджанской Республики № 132 от 2 августа 2001 года крепость охраняется государством и внесена в список памятников архитектуры. В 2006 году крепость была капитально отремонтирована согласно плану социально-экономического развития регионов. После реставрации здесь была размещена картинная галерея. В феврале 2015 года в результате сильного снегопада определённая часть крыши крепости была разрушена, исторический памятник пришёл в аварийное состояние.
Реконструкция этого исторического памятника включена в перечень проектов, реализуемых в Министерстве культуры за счёт капитальных вложений из государственного бюджета в 2020—2023 гг.

## Фотографии

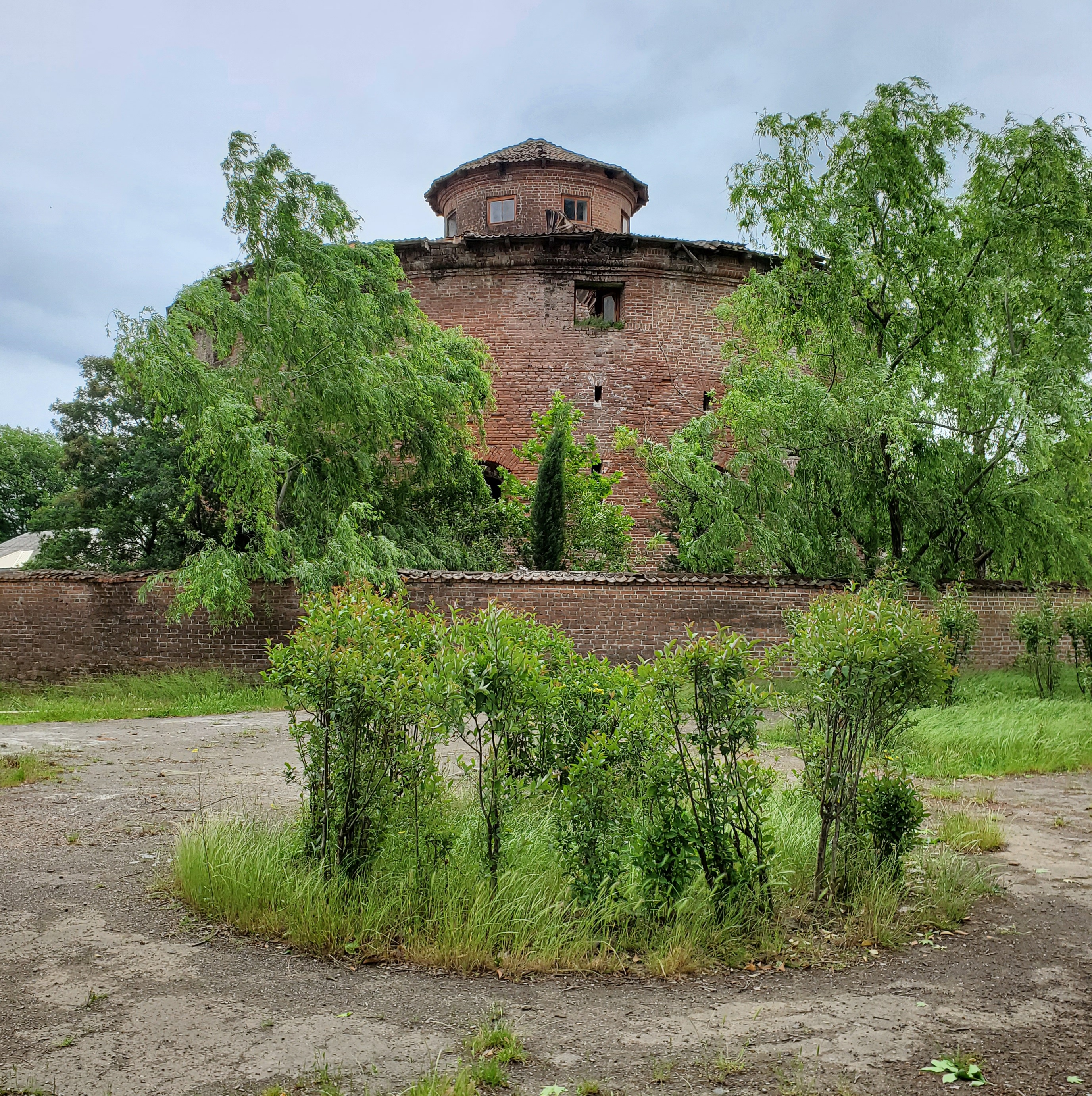
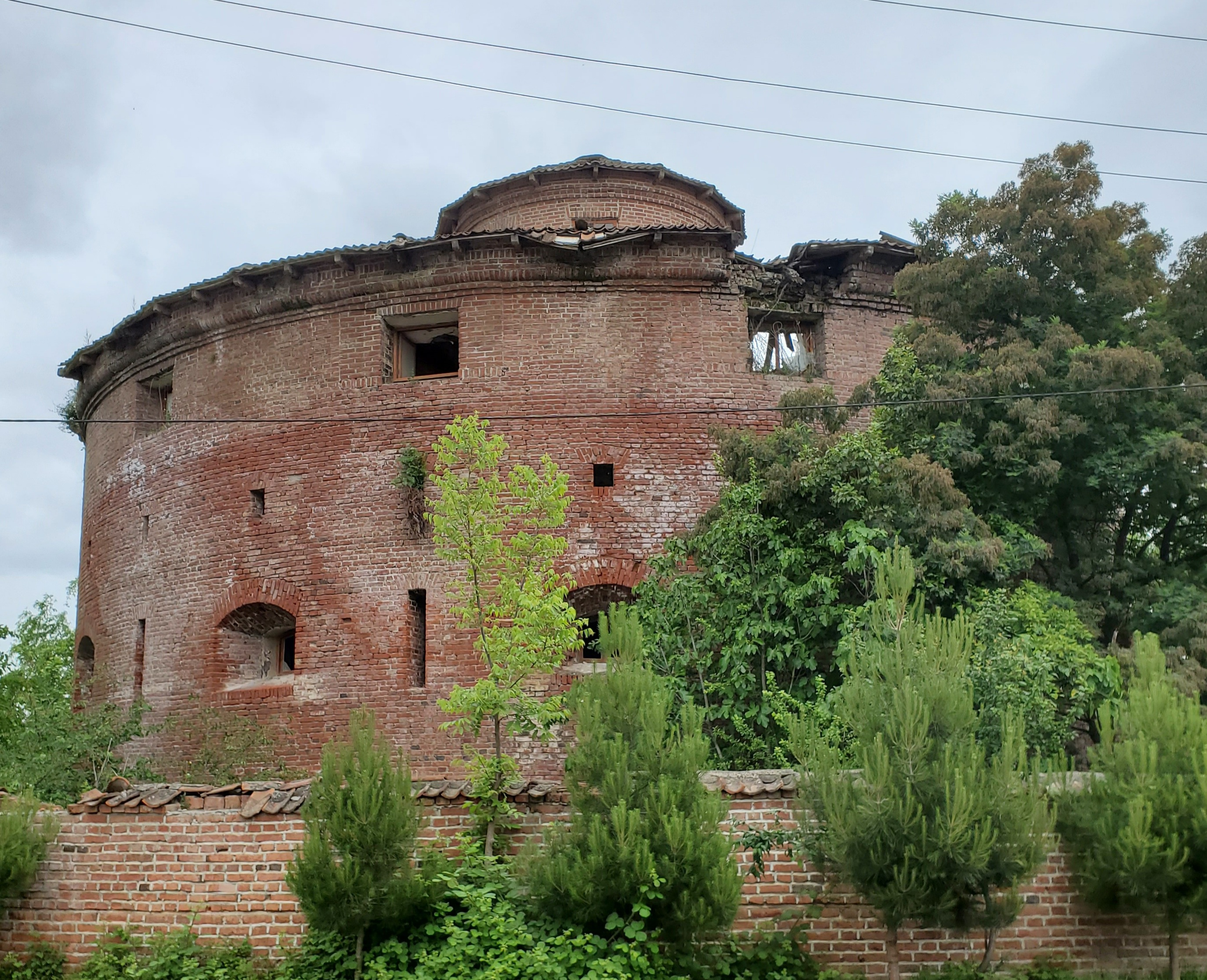
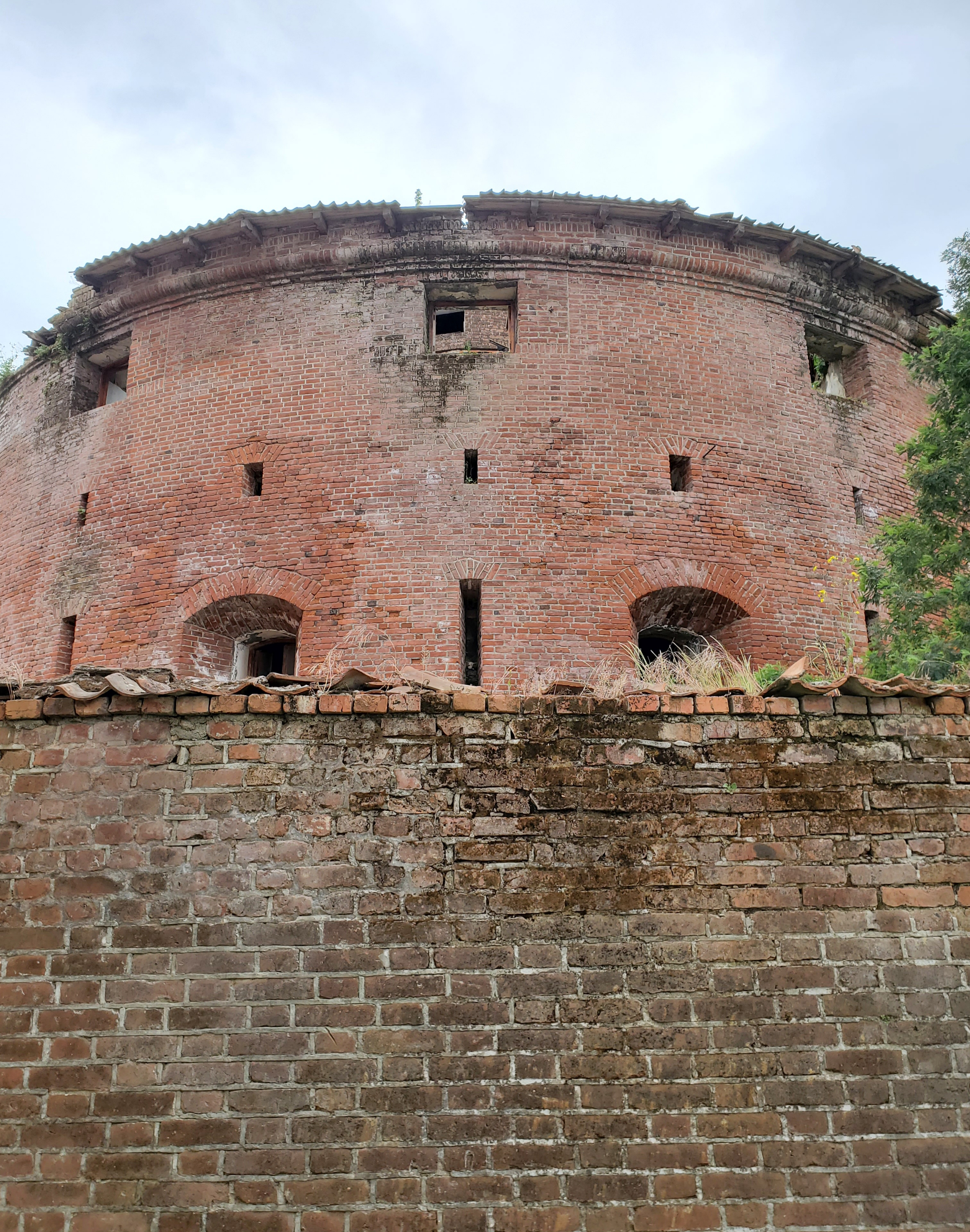